# Castelo de Azinhalinho

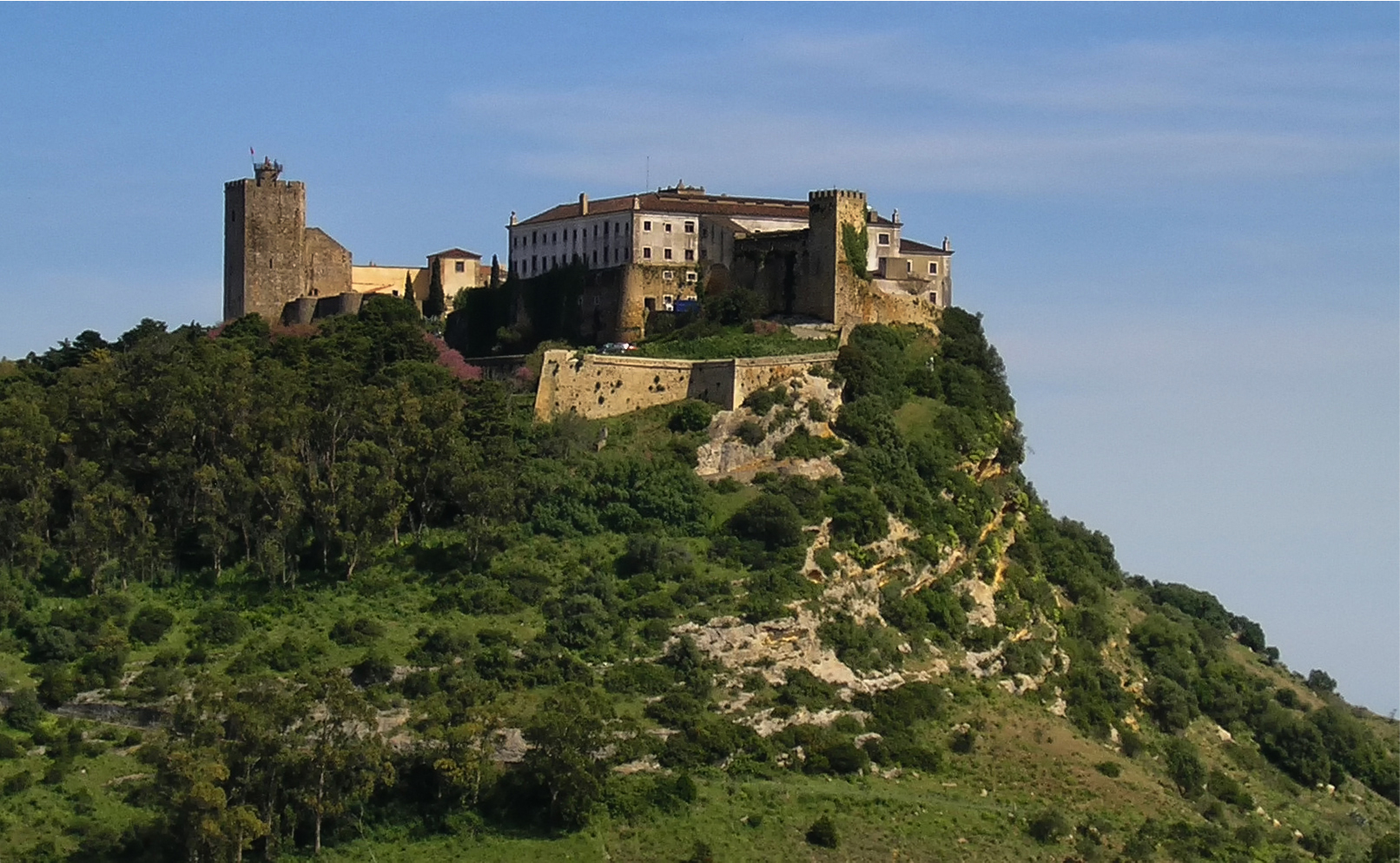
Foto do Castelo de Azinhalinho, Setúbal, Portugal.

O Castelo de Azinhalinho ergueu-se na freguesia e na vila de Corval, Município de Reguengos de Monsaraz, Distrito de Évora, no Alentejo, em Portugal.

## História
Acredita-se que estes vestígios correspondam a um castelo solarengo erguido durante o reinado de Afonso III de Portugal (1248-1279).
Estes remanescentes foram classificados como Imóvel de Interesse Público pelo Decreto nº 41.191, publicado no DG 162 de 18 de julho de 1957.